# مایکوباکتریوم کلونا
کلونا مایکوباکتریوم یک گونه از راسته اکتینوباکتریا ( گرم مثبت باکتری با محتوای گوانین و سیتوزین بالا) است که متعلق به جنس مایکوباکتریوم می باشد. کلونا مایکوباکتریوم مایکوباکتریومی است که به سرعت در حال رشد کی باشد و در تمام محیط از جمله فاضلاب و آب لوله کش خانگی یافت می شود. گاهی اوقات می تواند باعث عفونت های فرصت طلبانه در انسان شود.
در Runyon گروه IV قرار دارد. 

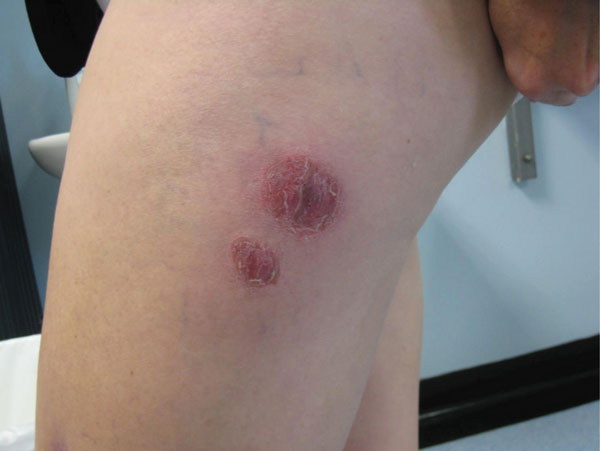
آبسه های مایکوباکتریوم کلونا با بیوموتراپی مرتبط است. (آبسه ها در محل تزریق بیوموتراپی هستند).

نوع کرنش: strain CM 6388 = ATCC 35752 = CCUG 47445 = CIP 104535 = DSM 43804 = JCM 6388 = NCTC 946.
توالی ژنومی کامل سویه نوع M. chelonae CCUG 47445 رسوب یافته و در شماره 2016 CP007220 در DNA Data Bank of Japan ، European Nucleotide Archive و GenBank منتشر شد . 

## همه گیری شناسی
به طور متوسط سالانه 2 مورد از عفونت غیر ریوی M. chelonae در جنوب استرالیا گزارش می شود.  این باکتری قادر به ایجاد عفونت در پوست ، بافت نرم و استخوان ، به ویژه پس از ضربه و جراحی است. به عنوان دلیل عفونت های پستان پس از سوراخ کردن نوک پستان نیز ثبت شده است.